# Bonifico
Il bonifico è un'operazione bancaria che consente il trasferimento di fondi di denaro da un conto corrente a un altro (ad esempio, bonifico bancario, bonifico postale, ecc...).

## Caratteristiche
Il bonifico bancario può essere gratuito o soggetto al pagamento di una commissione a carico dell'ordinante che dipende dalla tipologia di operazione (per cassa, con addebito in conto), dall'urgenza, dall'importo, dalla valuta, dalla nazione del destinatario, e da canale di conferimento (sportello, per corrispondenza, telematico).
Per la vendita di beni mobili e immobili, si utilizza un ordine di bonifico irrevocabile, che ha la particolarità di non poter essere ritirato o annullato dopo la firma. Al venditore si consegna la ricevuta del bonifico con l'indicazione del codice riferimento operazione, che permette facilmente di rintracciare l'operazione della filiale ed è opponibile alla banca come prova del trasferimento di fondi.
Tutte le operazioni sono comunque salvo buon fine. Anche per un pagamento irrevocabile, se è pagato con addebito in conto, un'ulteriore garanzia è la copia di un estratto conto alla data e ora del bonifico, o successivo - se il pagamento è subito addebitato - per attestare al venditore che il pagamento su conto non è scoperto e la registrazione contabile dell'operazione. Il pagamento per cassa può chiaramente avvenire soltanto se il bonifico è coperto.

### Bonifico istantaneo
Viene eseguito istantaneamente 365 giorni all'anno 24 ore al giorno, i fondi vengono trasferiti in pochi secondi. Entrambe le banche devono essere compatibili con questo tipo di bonifico. La commissione a carico dell'ordinante è più alta e - in genere - i massimali disponibili per l'operazione sono ridotti rispetto al bonifico ordinario.
In base al Regolamento (UE) 2024/886 del 13 marzo 2024, dal 9 gennaio 2025 la ricezione (e dal 9 ottobre anche l'invio) di bonifici istantanei dovranno essere senza sovrapprezzo rispetto al costo del bonifico ordinario.